# 八木ひなた
八木 ひなた（やぎ ひなた、2000年11月10日 - ）は、日本のアイドルであり、女性アイドルグループ『FES☆TIVE』のメンバーである。RIZEプロダクション所属。
東京都出身。かつてプラチナムプロダクションに所属し、ぷちぱすぽ☆→なんきんペッパーのメンバーとして活動していた。愛称は「やぎちゃん」。

## 略歴
2014年4月19日、通っていた中学のバドミントン部員と共に原宿を歩いていた所をスカウトされ、プラチナムプロダクションと契約を結ぶ。以後1年間のレッスン期間を経て、PASSPO☆の妹分ユニット『ぷちぱすぽ☆』のメンバーに選ばれ、2015年5月31日、赤坂BLITZで行われたPASSPO☆のフライト（ライブ）で初お披露目された。ぷちぱすぽ☆は3枚のシングルと1枚のアルバムを発表した後、2018年3月21日をもって解散となる。
ぷちぱすぽ☆解散後、PALETのメンバーだった反田葉月と羽原由佳、ぷちぱすぽ☆で共働した山本優菜と共に4人組ユニット『なんきんペッパー』を結成。“アイドル×YouTuber”=“iTuber”（アイチューバー）として活動し、自身も「株式会社iTuube」（アイチューブ）取締役社長としてグループのリーダー的な役割を担った。この間2018年6月には週刊ヤングジャンプの「制コレ'18」にエントリーするが、グランプリ受賞はならなかった。
なんきんペッパーは結成から1年後にシングル1枚をリリースするも、2019年12月29日にduo MUSIC EXCHANGEで行われたラストライブをもって解散。それから4か月後の2020年4月にプラチナムとの契約を解除し、同年5月24日、RIZEプロダクションに所属するアイドルグループ『FES☆TIVE』の新メンバーに就任。前年12月に卒業した白石ぴあのから“ピンク担当”（4代目）を引き継いだ。

## 人物・エピソード
- 身長は166cm。ぷちぱすぽ☆では千葉思佳（現「Jewel☆Neige」メンバー）よりも10cm高かった[12]。
- 好きな色はピンク[13]。FES☆TIVEでは先述の通りピンク担当だが、ぷちぱすぽ☆では“黒髪日本担当”だった[5]。
- 一人っ子である[14]。
- 本人曰く、唐辛子の辛さが好きだが、わさびとからしは全く食べられないという[2]。なんきんペッパーでは「人の家で出されたカレーが自分だけ激辛だったら…」というドッキリ動画（本人は激辛好きなので仕掛人側）が公開されたことがある[動画 3]。
- 並木橋ハイスクールのメンバーだった小林奈々香はいとこに当たる[3]。八木はスカウトされた際に当初難色を示していたが、小林が並木橋ハイスクールで活動していたことがアイドルになろうとした決め手だったという[3]。
- FES☆TIVEメンバーの土光瑠璃子とは舞台で共演して以来の仲であり[15]、なんきんペッパー解散後、土光に色々と相談した末にFES☆TIVEへの加入を決めたという[2]。ちなみに加入発表日の5月24日は赤坂BLITZでFES☆TIVEのライブが行われる予定だったが、COVID-19の影響により中止となった[2][11][注 4]。
- PINKYCASEのメンバーだった飯塚理珠と仲が良い。スカウト後に一緒にレッスンを受けていた[3]他、ぷちぱすぽ☆の初お披露目に観客として立ち会ったことがある[17]。

## 出演
※八木単独での出演を記す。所属していたグループでの出演は各グループの項目を参照。

### 舞台
- アリスインプロジェクト「新・戦国降臨ガール」（2015年10月21日 - 25日、スペース・ゼロ）- 雑賀眞子役[18]
- 劇団た組。「いなくなれ、群青」（2016年6月22日 - 26日、LIVESTAGE hodgepodge）- 相原大地役[19]
- 劇団ドリームプリンセス「13月の女の子」（2017年1月25日 - 2月5日、新宿村LIVE）[20]

### 雑誌
- 週刊ヤングジャンプ「サキドルエースSURVIVAL SEASON6」（集英社・2016年12月）[21][注 5]
- LOVEberry（ラブベリー）（徳間書店・2017年）[23]
- 週刊ヤングジャンプ「制コレ'18」（集英社・2018年6月）[動画 2]
- FLASHグラビア（光文社・2020年6月）[15]